# (7687) Matthias
(7687) Matthias (2099 P-L) – planetoida z pasa głównego asteroid okrążająca Słońce w ciągu 3,42 lat w średniej odległości 2,27 j.a. Odkryta 24 września 1960 roku.